# 11974 Ясухідефудзіта
11974 Ясухідефудзіта (англ. 11974 Yasuhidefujita) — астероїд головного поясу, відкритий 24 грудня 1994 року.
Тіссеранів параметр щодо Юпітера — 3,184.
Названо на честь астронома-аматора Ясухіде Фудзіти (яп. やすひで・ふじた(藤田康英) ясухіде фудзіта).